# Sideridis boursini
Sideridis boursini là một loài bướm đêm trong họ Noctuidae.